# Classificação funcional da New York Heart Association
A Classificação funcional da New York Heart Association (NYHA) proporciona um meio simples de classificar a extensão da insuficiência cardíaca. Categoriza os doentes em uma de quatro categorias baseada na limitação da atividade física.

## Origem
Foi originada em 1928, ⁣quando a medição da função cardíaca era impossível, para fornecer uma escala unificada entre diferentes médicos/hospitais. É a escala mais usada atualmente para classificar o grau de insuficiência cardíaca. A versão mais atualizada é a nona edição, lançada em 1994.

## Classes NYHA
| I   | Sem sintomas e nenhuma limitação em atividades rotineiras; mais de 6 METs na ergometria; |
| II  | Leves sintomas e limitações em atividades rotineiras. Confortáveis no repouso(dispnéia a esforços habituais) . De 4 a 6 METs na ergometria;                                                                      |
| III | Com limitação importante na atividade física; atividades menores que as rotineiras produzem sintomas. Confortáveis somente em repouso (dispnéia a esforços menores que os habituais) . 2-4 METs na ergometria; e |
| IV  | Severas limitações. Sintomas presentes mesmo em repouso. Não tolera a ergometria. |